# PhilPapers
PhilPapers è una base di conoscenza e un indice bibliografico di pubblicazioni accademiche, attinenti alla filosofia e alle discipline umanistiche.
È gestito dal Centre for Digital Philosophy dell'Università dell'Ontario Occidentale. Nato come un progetto a contenuto aperto, dal 2014 per la consultazione dell'indice è richiesto il pagamento di un contributo annuale da parte di biblioteche, università e centri di ricerca.

## Struttura
Al 2019 i responsabili del progetto sono David Bourget (Università Nazionale dell'Australia, e Università di Londra) e David Chalmers (ANU), che coordinano 33 accademici, responsabili di altrettante aree tematiche.

La struttura editoriale si occupa sia della catalogazione che della valutazione dei contenuti trasmessi, anche da filosofi accademici.

## Contenuto
Il sito dichiara di ospitare 2.5 milioni di titoli raccolti in 4.500 categorie.
I titoli sono costituiti sia da record bibliografici con abstract della pubblicazioni che da contenuti digitalizzati appartenenti al pubblico dominio: monografie, pubblicazioni seriali (riviste codificate con ISSN), paper di ricerca.

A marzo 2019, circa 60.000 titoli categorizzati nelle aree della letteratura classica, delle scienze umane, cognitive, della formazione.

### PhilArchive
Il sito PhilArchive.org è il progetto a contenuto aperto, collegato a PhilPapers e interamente costituito dai contributi degli utenti. A marzo 2019, PhilArchive contiene più di 38.000 titoli, integrati nella base di conoscenza di PhilPapers, nella quale sono suddivisi in 5.400 categorie, consultabili gratuitamente. Per la maggior parte, sono composti da articoli già selezionati e pubblicati da riviste esterne e da editori indipendenti dal sito.
Gli utenti restano gli unici responsabili e detentori dei diritti d'autore sui contenuti pubblicati, inclusa la possibilità di rimuoverli in qualsiasi momento. È richiesta l'iscrizione per poter inserire nuove pubblicazioni, o per rimuoverle.

Philpapers si riserva il diritto di rifiutare la pubblicazione, modificare o rimuovere tali contenuti; tuttavia, non è previsto l'obbligo di una preventiva attività di verifica e autorizzazione prima della pubblicazione online.

## Catalogazione
L'autore e gli altri utenti iscritti al sito possono associare ad ogni record una o più categorie fra le 4.500 disponibili.

Le categorie suddivise in una gerarchia di 5 livelli, ciascuna con un massimo di dieci elementi, e generate in modalità semi-automatica. Gli utenti possono anche e proporne di nuove, partecipando ad un forum di discussione specifico.
I titoli sono

## Finanziamento
La PhilPapers Foundation è finanziato da altre organizzazioni, e nel 2009 ha ricevuto un importante donazione dalla britannica Joint Information Systems Committee.

## Recensioni
L'archivio è apprezzato da studenti e specialisti per la sua completezza ed organizzazione, e per la regolarità degli aggiornamenti.